# Saison 2011-2012 de l'USM Alger
Maillots
Chronologie
Saison précédente Saison suivante
La saison 2011-2012 de l'USM Alger est la 34e saison du club en première division algérienne et la 17e consécutive. Éliminés en quarts de finale de la coupe d'Algérie, les Usmistes parviennent à terminer sur la troisième marche du podium en Ligue 1.
Cette saison, la deuxième du professionnalisme, est marquée par un mercato d'été très animé. En effet, l'USMA procède au recrutement de pas moins de 15 nouveaux joueurs, considérés comme faisant partie des meilleurs du championnat d'Algérie. Ce recrutement massif est accompagné par la libération de plus de la moitié des éléments de la saison dernière, ce qui a pour effet de changer grandement l'ossature de l'équipe.
L'USM Alger est alors très vite surnommée la Dream Team par les médias algériens, en particulier par la presse écrite,.

## Transferts

### Transferts estivaux
| Nom                    | Date       | Transfert              | Provenance/Destination | Division         | Source |
| ---------------------- | ---------- | ---------------------- | ---------------------- | ---------------- | ------ |
| Arrivées               |            |                        |                        |                  |        |
| Mohamed Boualem        | 9 juillet  | Libre (3 ans)          | USM El Harrach         | Ligue 1          | [ 9 ]  |
| Bouazza Feham          | 9 juillet  | Libre (1 an)           | ES Sétif               | Ligue 1          | [ 10 ] |
| Mohamed Zemamouche     | 10 juillet | Libre (2 ans)          | MC Alger               | Ligue 1          |        |
| Nassim Bouchema        | 10 juillet | Libre (2 ans)          | MC Alger               | Ligue 1          | [ 11 ] |
| Mohamed Yekhlef        | 10 juillet | Libre (1 an)           | ES Sétif               | Ligue 1          |        |
| Salim Boumechra        | 11 juillet | Libre (1 an)           | USM El Harrach         | Ligue 1          | [ 9 ]  |
| Mohamed Rabie Meftah   | 12 juillet | Libre (2 ans)          | JSM Béjaïa             | Ligue 1          | [ 12 ] |
| Farid Bellabes         | 15 juillet | Libre (1 an)           | MC Oran                | Ligue 1          |        |
| Farès Hemitti          | 17 juillet | Libre (2 ans)          | JS Kabylie             | Ligue 1          | [ 13 ] |
| Elias Saïd Taguelmint  | 20 juillet | Libre (1 an)           | Consolat Marseille     | CFA (D4)         |        |
| Abdelkader Laïfaoui    | 25 juillet | Libre (2 ans)          | ES Sétif               | Ligue 1          | [ 14 ] |
| Lamouri Djediat        | 27 juillet | Libre (1 an)           | ASO Chlef              | Ligue 1          | [ 15 ] |
| Khaled Lemmouchia      | 29 juillet | Libre (1 an)           | ES Sétif               | Ligue 1          | [ 16 ] |
| Yacine Bezzaz          | 30 juillet | Libre (1 an)           | ES Troyes AC           | Ligue 2          | [ 17 ] |
| Mohamed Amine Sahnoun  | 30 juillet | -                      | Académie de la FAF     | -                |        |
| Départs                |            |                        |                        |                  |        |
| Abdelmalek Merbah      | Juillet    | Transfert              | NA Hussein Dey         | Ligue 1          |        |
| Hamza Heriat           | Juillet    | Transfert              | CA Batna               | Ligue 1          |        |
| Rafik Mazouzi          | 1 Juillet  | Prêt (1 an)            | WA Tlemcen             | Ligue 1          |        |
| Hichem Benmeghit       | 1 Juillet  | Prêt (1 an)            | WA Tlemcen             | Ligue 1          |        |
| Saïd Sayah             | 1 Juillet  | Prêt (1 an)            | MC Saïda               | Ligue 1          |        |
| Hamza Aït Ouamar       | 8 août     | Fin de contrat         | CR Belouizdad          | Ligue 1          | [ 18 ] |
| Farid Cheklam          | 14 août    | Fin de contrat         | Najran SC              | Saudi Pro League | [ 19 ] |
| Abdelkader Benayada    | Juillet    | Fin de contrat         | MO Constantine         | Ligue 2          |        |
| Hocine Achiou          | 19 août    | Fin de contrat         | ASO Chlef              | Ligue 1          | [ 20 ] |
| Mohamed Amine Aouamri  | 18 juillet | Fin de contrat         | ASO Chlef              | Ligue 1          | [ 21 ] |
| Cheikh Hamidi          | Juillet    | Résiliation de contrat | ASO Chlef              | Ligue 1          | [ 22 ] |
| Mohamed Amine Saïdoune | Juillet    | Résiliation de contrat | ASO Chlef              | Ligue 1          |        |
| Merouane Abdouni       | Juillet    | Résiliation de contrat | USM Blida              | Ligue 2          |        |
| Ali Boulebda           | Juillet    | Résiliation de contrat | -                      | -                |        |
| Saad Ichalalène        | Juillet    | Résiliation de contrat | -                      | -                |        |
| Karim Ghazi            | 24 août    | Résiliation de contrat | MC Alger               | Ligue 1          | [ 23 ] |

### Transferts hivernaux
| Nom                   | Date       | Transfert                | Provenance/Destination | Division        | Source |
| --------------------- | ---------- | ------------------------ | ---------------------- | --------------- | ------ |
| Arrivées              |            |                          |                        |                 |        |
| Serge N'Gal           | 13 janvier | Libre (1 an et demi)     | UD Leiria              | Liga ZON Sagres | [ 24 ] |
| Départs               |            |                          |                        |                 |        |
| Yacine Bezzaz         | 14 janvier | Transfert (1 an et demi) | CS Constantine         | Ligue 1         |        |
| Amadou Diamouténé     | 17 janvier | Prêt (6 mois)            | NA Hussein Dey         | Ligue 1         |        |
| Farid Bellabes        | 5 janvier  | Résiliation de contrat   | MC Oran                | Ligue 1         |        |
| Elias Saïd Taguelmint | 9 janvier  | Résiliation de contrat   | Consolat Marseille     | CFA (D4)        | [ 25 ] |

## Avant-saison

### Préparation d'avant-saison

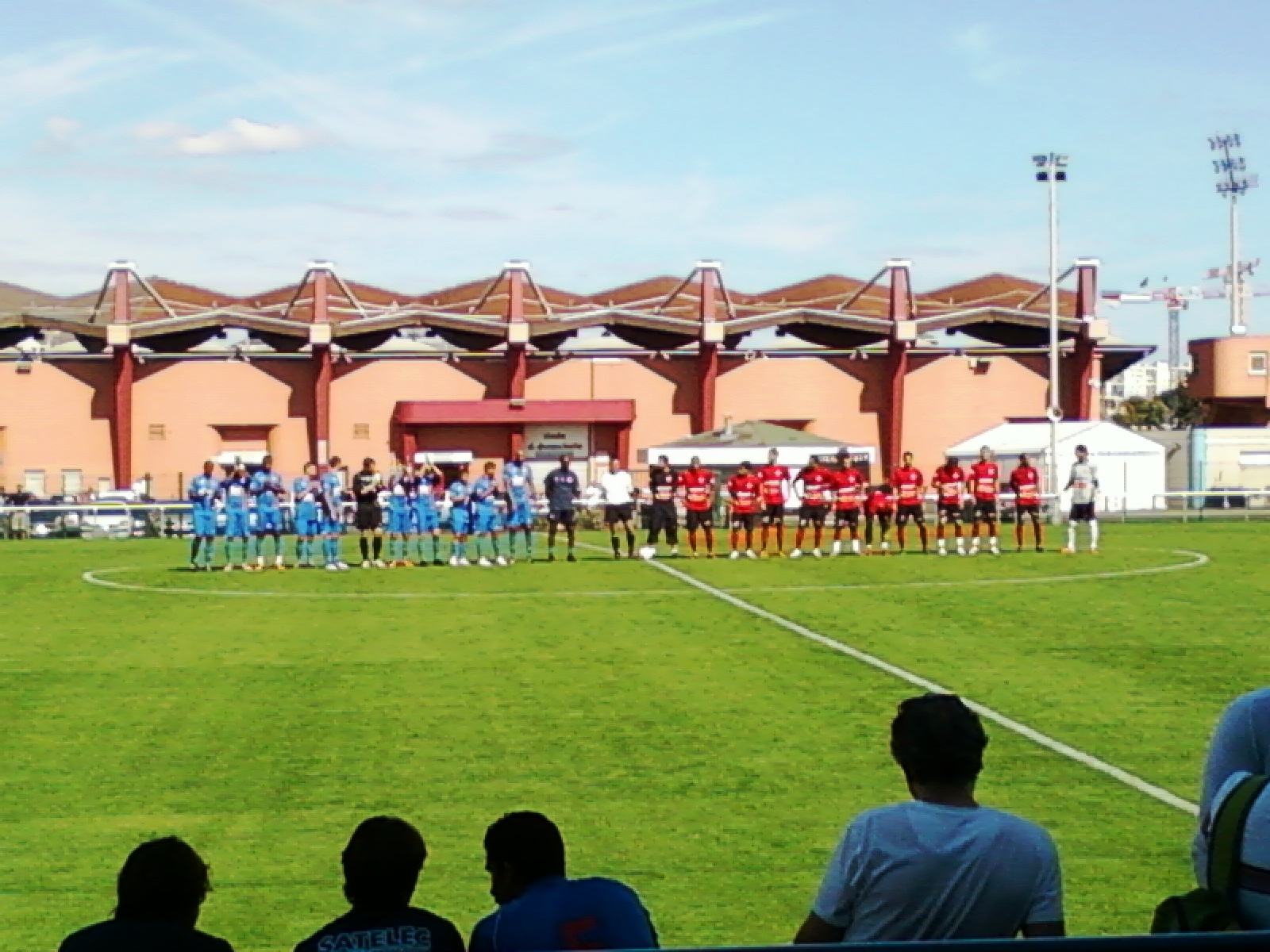
Présentation des équipes
USM Alger - US Créteil

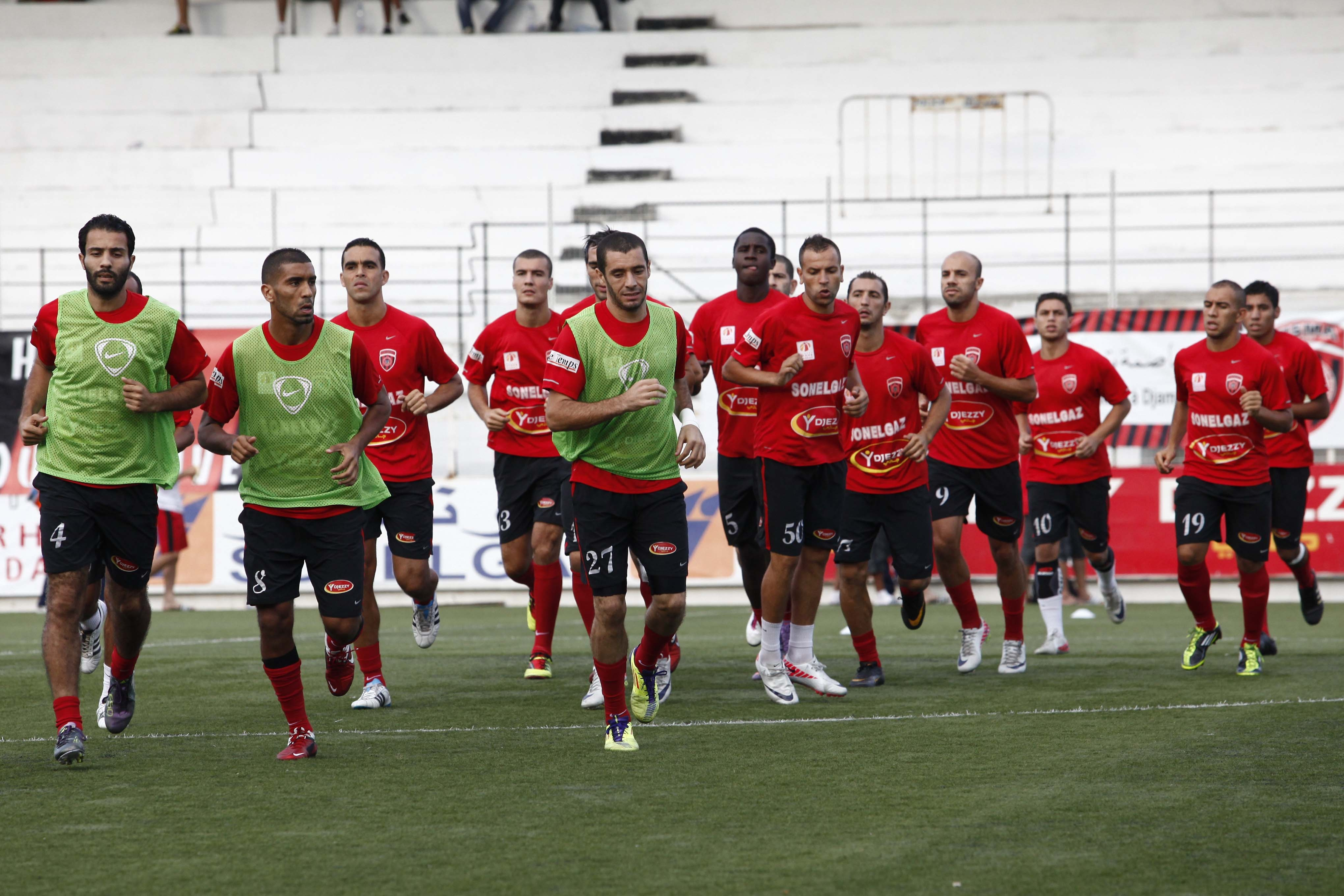
L'équipe 2011-2012 de l'USM Alger à l'entraînement au stade Omar-Hamadi.

Comme pour la saison dernière, l'USMA effectue sa préparation à Lisses, en région parisienne, au centre Léonard de Vinci. Le stage en France dure 3 semaines durant lesquelles les Usmistes disputent quatre matchs amicaux contre divers adversaires. De retour à Alger le 31 août 2011, l'équipe continue sa préparation et dispute un dernier match amical face au NA Hussein Dey. Match qui a dû être interrompu par l'arbitre à la suite d'affrontements entre les supporteurs des deux camps et d'un envahissement de terrain.
Bilan de la préparation d'avant-saison : 5 matchs, 3 victoires, 1 match nul et 1 match arrêté en seconde periode.

## Compétitions
| Troisième place 52 points | Quarts de finale éliminé par l'USM El Harrach 0-0 (1-4tab) |
| 15 V 7 N 8 D              | 2 V 2 N 0 D                                                |
| TOTAL : 17 V 9 N 8 D      |                                                            |

### Championnat d'Algérie
| Date              | J  | Adversaire     | Lieu | Résultat | Buteurs pour l'USMA                        |
| 10 septembre 2011 | 1  | CA Batna       | Dom. | 1 - 0    | Djediat 42e                                |
| 17 septembre 2011 | 2  | USM El Harrach | Ext. | 0 - 1    | Boualem 7e                                 |
| 24 septembre 2011 | 3  | AS Khroub      | Dom. | 2 - 0    | Laïfaoui 22e, Djediat 45e                  |
| 1er octobre 2011  | 4  | MC El Eulma    | Ext. | 2 - 1    | Djediat 72e (pen.)                         |
| 15 octobre 2011   | 5  | CR Belouizdad  | Dom. | 2 - 0    | Djediat 43e, Daham 65e                     |
| 22 octobre 2011   | 6  | WA Tlemcen     | Ext. | 1 - 1    | Meftah 25e                                 |
| 29 octobre 2011   | 7  | MC Oran        | Dom. | 2 - 0    | Meftah 9e, Daham 41e                       |
| 4 novembre 2011   | 8  | CS Constantine | Dom. | 1 - 1    | Bouchema 63e                               |
| 19 novembre 2011  | 9  | JS Kabylie     | Ext. | 0 - 0    | -                                          |
| 22 novembre 2011  | 10 | MC Saïda       | Dom. | 3 - 2    | Boumechra 49e, Hemitti 59e, Laïfaoui 90+1e |
| 26 novembre 2011  | 11 | MC Alger       | Ext. | 1 - 0    | -                                          |
| 3 décembre 2011   | 12 | NA Hussein Dey | Dom. | 2 - 0    | Daham 73e 83e (pen.)                       |
| 10 décembre 2011  | 13 | JSM Béjaïa     | Ext. | 2 - 0    | -                                          |
| 17 décembre 2011  | 14 | ASO Chlef      | Dom. | 1 - 0    | Djediat 35e (pen.)                         |
| 24 décembre 2011  | 15 | ES Sétif       | Ext. | 3 - 2    | Djediat 44e (pen.) 69e                     |
| 21 janvier 2012   | 16 | CA Batna       | Ext. | 0 - 1    | Lemmouchia 58e                             |
| 27 janvier 2012   | 17 | USM El Harrach | Dom. | 0 - 1    | -                                          |
| 31 janvier 2012   | 18 | AS Khroub      | Ext. | 1 - 0    | -                                          |
| 4 février 2012    | 19 | MC El Eulma    | Dom. | 1 - 0    | Meftah 45e                                 |
| 18 février 2012   | 20 | CR Belouizdad  | Ext. | 0 - 0    | -                                          |
| 3 mars 2012       | 21 | WA Tlemcen     | Dom. | 2 - 1    | Ouznadji 52e, Boualem 76e                  |
| 17 mars 2012      | 22 | MC Oran        | Ext. | 1 - 1    | Daham 32e                                  |
| 24 mars 2012      | 23 | CS Constantine | Ext. | 1 - 1    | Meklouche 90+5e                            |
| 7 avril 2012      | 24 | JS Kabylie     | Dom. | 1 - 0    | Djediat 22e                                |
| 14 avril 2012     | 25 | MC Saïda       | Ext. | 1 - 1    | Ouznadji 90+6e                             |
| 2 mai 2012 *      | 26 | MC Alger       | Dom. | 3 - 1    | Feham 25e, Djediat 46e 81e (pen.)          |
| 8 mai 2012 *      | 27 | NA Hussein Dey | Ext. | 1 - 2    | Djediat 38e, Bouchema 90+5e                |
| 12 mai 2012 *     | 28 | JSM Béjaïa     | Dom. | 3 - 4    | Daham 31e (pen.) 41e (pen.) 63e (pen.)     |
| 15 mai 2012       | 29 | ASO Chlef      | Ext. | 1 - 0    | -                                          |
| 19 mai 2012       | 30 | ES Sétif       | Dom. | 2 - 0    | Benaldjia 8e 73e                           |

(*) : Match(s) ayant été reporté(s)

#### Classement
| Rang | Équipe           | Pts | J  | G  | N  | P  | Bp | Bc | Diff |
| ---- | ---------------- | --- | -- | -- | -- | -- | -- | -- | ---- |
| 1    | ES Sétif C       | 53  | 30 | 16 | 5  | 9  | 53 | 40 | +13  |
| 2    | JSM Béjaïa       | 53  | 30 | 15 | 8  | 7  | 40 | 26 | +14  |
| 3    | USM Alger        | 52  | 30 | 15 | 7  | 8  | 37 | 25 | +12  |
| 4    | CR Belouizdad    | 48  | 30 | 13 | 9  | 8  | 34 | 28 | +6   |
| 5    | ASO Chlef T      | 47  | 30 | 14 | 5  | 11 | 41 | 34 | +7   |
| 6    | MC Alger         | 44  | 30 | 11 | 11 | 8  | 35 | 33 | +2   |
| 7    | CA Batna P       | 44  | 30 | 12 | 8  | 10 | 38 | 25 | +13  |
| 8    | WA Tlemcen       | 44  | 30 | 12 | 8  | 10 | 39 | 37 | +2   |
| 9    | JS Kabylie       | 41  | 30 | 10 | 11 | 9  | 29 | 23 | +6   |
| 10   | USM El Harrach   | 38  | 30 | 11 | 5  | 14 | 28 | 31 | -3   |
| 11   | MC El Eulma      | 38  | 30 | 10 | 8  | 12 | 38 | 39 | -1   |
| 12   | CS Constantine P | 36  | 30 | 8  | 12 | 10 | 35 | 42 | -7   |
| 13   | MC Oran          | 35  | 30 | 9  | 8  | 13 | 38 | 51 | -13  |
| 14   | AS Khroub        | 31  | 30 | 7  | 10 | 13 | 23 | 46 | -23  |
| 15   | NA Hussein Dey P | 26  | 30 | 5  | 11 | 14 | 29 | 39 | -10  |
| 16   | MC Saïda         | 24  | 30 | 6  | 6  | 18 | 28 | 46 | -18  |

Qualifications africaines
Ligue des champions de la CAF 2013
- 1er : premier tour
- 2e : tour préliminaire

Coupe de la confédération 2013
- 3e : premier tour

Coupe de l'UAFA 2012-2013
- 3e et 4e : premier tour

Relégation
- Relégation en Ligue 2

Abréviations
T : Tenant du titre

C : Vainqueur de la Coupe d'Algérie 2011-2012

P : Promus de Ligue 2

#### Évolution du classement et des résultats
| Rang     | 5 | 1 | 1 | 2 | 1 | 2 | 2 | 1 | 1 | 1 | 1 | 1 | 2 | 1 | 2 | 2 | 4 | 4 | 3 | 3 | 3 | 2 | 2 | 2 | 3 | 1 | 1 | 2 | 3 | 3 | 11 |   |   |
| Résultat | G | G | G | D | G | N | G | N | N | G | D | G | D | G | D | G | D | D | G | N | G | N | N | G | N | G | G | D | D | G | —  | — | — |

## Statistiques

### Statistiques collectives
| Compétition     | Débute au tour | Termine          | Matches joués | Gagnés | Nuls | Perdus | Buts pour | Buts contre | Différence |
| --------------- | -------------- | ---------------- | ------------- | ------ | ---- | ------ | --------- | ----------- | ---------- |
| Coupe d'Algérie | 1/32 de finale | Quarts de finale | 4             | 2      | 2    | 0      | 3         | 1           | +2         |
| Ligue 1         | -              | Troisième place  | 30            | 15     | 7    | 8      | 37        | 25          | +12        |
| Total           | -              | -                | 34            | 17     | 9    | 8      | 40        | 26          | +14        |

### Statistiques individuelles
| Numéro | Nat. | Nom                       | Championnat | Championnat | Championnat | Championnat  | Coupe d’Algérie | Coupe d’Algérie | Coupe d’Algérie | Coupe d’Algérie | Total | Total       | Total  | Total        |
| Numéro | Nat. | Nom                       | M.j.        | But inscrit | Averti      | Carton rouge | M.j.            | But inscrit     | Averti          | Carton rouge    | M.j.  | But inscrit | Averti | Carton rouge |
| ------ | ---- | ------------------------- | ----------- | ----------- | ----------- | ------------ | --------------- | --------------- | --------------- | --------------- | ----- | ----------- | ------ | ------------ |
| 1      |      | Mohamed Lamine Zemamouche | 28          | 0           | 2           | 0            | 4               | 0               | 0               | 0               | 32    | 0           | 2      | 0            |
| 16     |      | Ismaïl Mansouri           | 3           | 0           | 0           | 0            | 0               | 0               | 0               | 0               | 3     | 0           | 0      | 0            |
|        |      |                           |             |             |             |              |                 |                 |                 |                 |       |             |        |              |
| 4      |      | Abdelkader Laïfaoui       | 23          | 2           | 7           | 0            | 2               | 1               | 2               | 1               | 25    | 3           | 9      | 1            |
| 5      |      | Abdoulaye Maïga           | 9           | 0           | 1           | 0            | 2               | 0               | 0               | 0               | 11    | 0           | 1      | 0            |
| 6      |      | Farouk Chafaï             | 14          | 0           | 2           | 0            | 4               | 1               | 0               | 0               | 18    | 1           | 2      | 0            |
| 12     |      | Amadou Diamouténé         | 1           | 0           | 0           | 0            | 0               | 0               | 0               | 0               | 1     | 0           | 0      | 0            |
| 18     |      | Farid Bellabes            | 0           | 0           | 0           | 0            | 0               | 0               | 0               | 0               | 0     | 0           | 0      | 0            |
| 20     |      | Nacereddine Khoualed      | 26          | 0           | 6           | 1            | 4               | 0               | 1               | 0               | 30    | 0           | 7      | 1            |
| 27     |      | Mohamed Yekhlef           | 28          | 0           | 7           | 0            | 4               | 0               | 2               | 0               | 32    | 0           | 9      | 0            |
| 30     |      | Mohamed Rabie Meftah      | 23          | 3           | 7           | 0            | 2               | 0               | 0               | 0               | 25    | 3           | 7      | 0            |
|        |      |                           |             |             |             |              |                 |                 |                 |                 |       |             |        |              |
| 8      |      | Khaled Lemmouchia         | 27          | 1           | 7           | 1            | 3               | 0               | 1               | 0               | 30    | 1           | 8      | 1            |
| 10     |      | Mohamed Boualem           | 15          | 2           | 1           | 0            | 3               | 0               | 0               | 0               | 18    | 2           | 1      | 0            |
| 13     |      | Nassim Bouchema           | 28          | 2           | 3           | 1            | 4               | 0               | 1               | 0               | 32    | 2           | 4      | 1            |
| 14     |      | Lamouri Djediat           | 25          | 11          | 7           | 0            | 4               | 1               | 0               | 0               | 29    | 12          | 7      | 0            |
| 15     |      | Bouazza Feham             | 25          | 1           | 3           | 0            | 3               | 0               | 1               | 0               | 28    | 1           | 4      | 0            |
| 21     |      | Elias Saïd Taguelmint     | 3           | 0           | 0           | 0            | 0               | 0               | 0               | 0               | 3     | 0           | 0      | 0            |
| 22     |      | Mehdi Benaldjia           | 18          | 2           | 3           | 0            | 2               | 0               | 0               | 0               | 20    | 2           | 3      | 0            |
| 47     |      | Zinedine Ferhat           | 16          | 0           | 3           | 0            | 3               | 0               | 0               | 0               | 19    | 0           | 3      | 0            |
| 50     |      | Salim Boumechra           | 19          | 1           | 1           | 0            | 1               | 0               | 0               | 0               | 20    | 1           | 1      | 0            |
|        |      |                           |             |             |             |              |                 |                 |                 |                 |       |             |        |              |
| 7      |      | Yassine Bezzaz            | 11          | 0           | 4           | 0            | 1               | 0               | 0               | 0               | 12    | 0           | 4      | 0            |
| 7      |      | Serge N'Gal               | 5           | 0           | 0           | 0            | 0               | 0               | 0               | 0               | 5     | 0           | 0      | 0            |
| 9      |      | Noureddine Daham          | 22          | 8           | 2           | 0            | 3               | 0               | 0               | 0               | 25    | 8           | 2      | 0            |
| 11     |      | Farès Hemitti             | 15          | 1           | 3           | 1            | 4               | 0               | 0               | 0               | 19    | 1           | 3      | 1            |
| 17     |      | Nouri Ouznadji            | 16          | 2           | 3           | 0            | 0               | 0               | 0               | 0               | 16    | 2           | 3      | 0            |
| 19     |      | Mouaouya Meklouche        | 13          | 1           | 2           | 0            | 3               | 0               | 0               | 0               | 16    | 1           | 2      | 0            |

### Autres statistiques
| Joueur               | Total |
| Lamouri Djediat      | 12    |
| Noureddine Daham     | 8     |
| Mohamed Rabie Meftah | 3     |
| Abdelkader Laïfaoui  | 3     |
| Nouri Ouznadji       | 2     |
| Mohamed Boualem      | 2     |
| Mehdi Benaldjia      | 2     |
| Nassim Bouchema      | 2     |
| Mouaouya Meklouche   | 1     |
| Salim Boumechra      | 1     |
| Farès Hemitti        | 1     |
| Farouk Chafaï        | 1     |
| Bouazza Feham        | 1     |
| Khaled Lemmouchia    | 1     |

| Joueur             | Total |
| Mohamed Boualem    | 4     |
| Mohamed Yekhlef    | 3     |
| Zinedine Ferhat    | 2     |
| Lamouri Djediat    | 2     |
| Serge N'Gal        | 1     |
| Mouaouya Meklouche | 1     |
| Noureddine Daham   | 1     |
| Bouazza Feham      | 1     |